# Enhetsregisteret
Enhetsregisteret är en norsk databas som förvaltar information över norska juridiska personer (inklusive myndigheter samt enskilda näringsidkare som har valt att bli registrerade). Databasen etablerades 1995.
Förvaltningen av Enhetsregisteret är underordnad Nærings- og handelsdepartementet.